# Aspilota nescita
Aspilota nescita är en stekelart som beskrevs av Sergey A. Belokobylskij 2007. Aspilota nescita ingår i släktet Aspilota och familjen bracksteklar. Inga underarter finns listade.